# Liste der Landschaftsschutzgebiete in Kempten (Allgäu)
Die Liste der Landschaftsschutzgebiete in Kempten (Allgäu) listet solche Objekte innerhalb der Gemeindegrenzen der kreisfreien Stadt Kempten (Allgäu) auf. Es handelt sich um ein Verzeichnis der nach Art. 17 Abs. 2 des Bayer. Naturschutzgesetzes geschützten Flächen der Natur. (Stand: November 2018)

## Hinweise zu den Angaben in der Tabelle
- Gebietsname: Amtliche Bezeichnung des Schutzgebietes
- Bild/Commons: Bild und Link zu weiteren Bildern aus dem Schutzgebiet
- LSG-ID: Amtliche Nummer des Schutzgebietes
- WDPA-ID: Link zum Eintrag des Schutzgebietes in der World Database on Protected Areas
- Wikidata: Link zum Wikidata-Eintrag des Schutzgebietes
- Ausweisung: Datum der Ausweisung als Schutzgebiet
- Gemeinde(n): Gemeinden, auf denen sich das Schutzgebiet befindet
- Lage: Geografischer Standort
- Fläche: Gesamtfläche des Schutzgebietes in Hektar
- Flächenanteil: Anteilige Flächen des Schutzgebietes in Landkreisen/Gemeinden, Angabe in % der Gesamtfläche
- Bemerkung: Besonderheiten und Anmerkungen

Bis auf die Spalte Lage sind alle Spalten sortierbar.
| Gebietsname                | Bild/Commons   | LSG-ID       | WDPA-ID | Wikidata  | Ausweisung | Gemeinde(n) | Lage     | Fläche ha | Flächenanteil                                   | Bemerkung |
| -------------------------- | -------------- | ------------ | ------- | --------- | ---------- | ----------- | -------- | --------- | ----------------------------------------------- | --------- |
| Betzigauer Moos            | weitere Bilder | LSG-00414.01 | 395922  | Q59608916 | 1988       |             | Position | 205,1     | Kempten (12,8 %), Landkreis Oberallgäu (87,2 %) |           |
| LSG IIler                  | weitere Bilder | LSG-00519.01 | 396040  | Q59612118 | 1998       |             | Position | 301,92    | Kempten (99,9 %)                                |           |
| LSG Rottachtobel           | weitere Bilder | LSG-00518.01 | 396039  | Q59612081 | 1998       |             | Position | 71,66     | Kempten (100 %)                                 |           |
| LSG Schwabelsberger Weiher | weitere Bilder | LSG-00490.01 | 395998  | Q59612044 | 1995       |             | Position | 18,86     | Kempten (100 %)                                 |           |

## Quelle
- Stadt Kempten (Allgäu); Untere Naturschutzbehörde („Amt für Umwelt- und Naturschutz“)

- Karte mit allen Koordinaten:
- OSM |
- WikiMap